# Shulamit Ran
Shulamit Ran, Hebreeuws: שולמית רן, (Tel Aviv, 21 oktober 1949) is een Israëlisch-Amerikaans componiste, muziekpedagoge en pianiste.

## Levensloop
Ran studeerde al in haar jonge jaren compositie bij Alexander Uriah Boscovich en Paul Ben-Haim en piano bij Miriam Boscovich en Emma Gorochov. Op 14-jarige leeftijd kreeg zij een studiebeurs en kon ermee in de Verenigde Staten studeren aan de America-Israel Cultural Foundation en aan het Mannes College of Music in New York. Aldaar waren haar docenten onder anderen Norman Dello Joio en Nadia Reisenberg. Vervolgens studeerde zij privé bij Ralph Shapey en Dorothy Taubman.
Sinds 1973 is zij als docente voor compositie en kamermuziek verbonden aan de Universiteit van Chicago in Chicago. Verder is zij huisartieste aan de Universiteit van Saint Mary in Halifax en gasthoogleraar aan de Princeton-universiteit in Princeton (New Jersey). Tot haar leerlingen behoorde onder anderen Craig P. First.
In 1991 won zij met haar Symphony de Pulitzerprijs voor muziek en zij was na Ellen Taaffe Zwilich (1983) de tweede vrouwelijke componist die met deze prestigieuze muziekprijs onderscheiden werd. Vanaf 1990 was zij huiscomponist van het Chicago Symphony Orchestra (CSO) en bleef zeven jaar in deze functie. Van 1994 tot 1997 was zij eveneens huiscomponist van de lyrische opera te Chicago. In 2003 componeerde zij voor de Israëlische violist Ittai Shapira een Concert voor viool en orkest.
Ran is meervoudig eredoctor, namelijk van het Mount Holyoke College (1988), het Spertus Institute (1994), het Beloit College (1996), de New School for Social Research (1997) en het Bowdoin College (2004).

## Composities

### Werken voor orkest
- 1970 Concert Piece, voor piano en orkest
- 1986 Concerto, voor orkest
- 1989-1990 Symfonie, voor orkest (won in 1991 de Pulitzerprijs voor muziek en in 1992 de Kennedy Center Friedheim Award)
- 1992-1993 rev.2001 Legends, voor orkest
- 1995 Yearning, voor viool en strijkorkest
- 1998 Vessels of Courage and Hope, voor orkest
- 2000 Voices, voor een dwarsfluitist en orkest
- 2002-2003 Concert, voor viool en orkest
- 2008 The Show Goes On (Ha'hatzaga Nimshechet), voor klarinet en orkest

### Werken voor harmonieorkest en koperensemble
- 1991 Chicago Skyline, voor koperblazers (4 trompetten, 6 hoorns, 3 trombones (ook: bastrombone), 2 tuba's) pauken en 3 slagwerkers
- Pickle Suite, voor spreker en harmonieorkest

### Muziektheater

#### Opera's
| Voltooid in | titel                           | aktes       | première                                      | libretto                                                                                                 |
| ----------- | ------------------------------- | ----------- | --------------------------------------------- | --- |
| 1997        | Between Two Worlds (The Dybbuk) | 2 bedrijven | 20 juni 1997, Chicago, Lyric opera of Chicago | Charles Kondek, gebaseerd op het drama "The Dybbuk" van S. Ansky, pseudoniem van Shloyme Zanvl Rappoport |

### Werken voor koren
- 2002 Supplications, voor gemengd koor en orkest
- 2003-2005 Shirim L'Yom Tov (Four Festive Songs), voor gemengd koor
- 2006 Credo/Ani Ma'amin, voor kamerkoor
- 2007 And on Earth, Peace: A Chanticleer Mass, voor kamerkoor

### Vocale muziek
- 1969 Hatzvi Israel Eulogy, voor mezzosopraan, dwarsfluit, harp, strijkkwartet
- 1975 Ensembles for 17, voor sopraan en instrumentalensemble (piccolo (ook: dwarsfluit) dwarsfluit (ook: altfluit) 2 klarinetten, fagot, hoorn, trompet, trombone, bastrombone, 2 slagwerkers, piano, 2 violen, altviool, cello)
- 1979 Apprehensions, voor zangstem, klarinet en piano
- 1981 Fanfare for Two Multi-Tracked Sopranos, voor vier sopranen en mezzosopraan
- 1985 Adonai Malach (Psalm 93), voor cantor, hoorn, piccolo, hobo en klarinet
- 1985 Amichai Songs, voor mezzosopraan, hobo (ook: althobo), bas en klavecimbel
- 2005-2006 Fault Line, voor sopraan, piccolo, althobo, Es-klarinet, Bes-klarinet, hoorn, trompet, trombone, 2 slagwerkers, piano, 2 violen, altviool, cello en contrabas
- O The Chimneys, voor mezzosopraan en kamerensemble

### Kamermuziek
- 1961 Sonatina, voor twee dwarsfluiten
- 1971 Three Fantasy Pieces, voor cello en piano
- 1976 Double Vision, voor twee kwintetten (houtblazers, koperblazers) en piano
- 1979 Private Game, voor klarinet en cello
- 1980 Excursions, voor viool, cello en piano
  1. Broad and Extremely Passionate
  2. Very Lyrical, Gentle
  3. With Breadth an Passion
- 1981 A Prayer, voor hoorn, klarinet, basklarinet, fagot en pauken
- 1984 Strijkkwartet nr. 1
- 1985 Concerto da Camera I, voor blaaskwintet
- 1987 Concerto da Camera II, voor klarinet, strijkkwartet en piano
- 1989 Strijkkwartet nr. 2 - "Vistas"
- 1990 Mirage for Five Players, voor fluit (altfluit, dwarsfluit en piccolo) klarinet, viool, cello en piano
- 1994 Invocation, voor hoorn, pauken en bekkens
- 1997 Soliloquy, voor viool, cello en piano
- 2002 Bach Shards, voor strijkkwartet
- 2003-2004 Under the Sun’s Gaze (Concerto da Camera III), voor 2 fluiten (altfluit, piccolo) 2 klarinetten (ook: basklarinet) sopraansaxofoon, slagwerk, piano, viool en cello
- 2007 Song and Dance, duet voor saxofoons en slagwerk
- 2009 Lyre of Orpheus, voor strijksextet met cello solo

### Werken voor orgel
- 2005 Ha'llel

### Werken voor piano
- 1976 Hyperbolae
- 1982 Verticals
- 1983 Sonata Walzer
- Piano Sonata No. 2
- Short Piano Pieces